# 郷竹三
郷 竹三（ごう たけぞう、1881年（明治14年）2月23日 - 1933年（昭和8年）9月2日）は、大日本帝国陸軍軍人。最終階級は陸軍中将。位階勲等功級は正四位勲三等功五級。

## 経歴・人物
岐阜県出身。1902年（明治35年）陸軍士官学校第14期卒業。
1913年（大正2年）陸軍大学校第25期卒業。
陸軍重砲兵射撃学校教官を経て、1916年（大正5年）12月に海軍砲術学校教官に転じる。1924年（大正13年）10月に野戦重砲兵第8連隊長に発令され、同年12月に陸軍砲兵大佐に進み、1926年（大正15年）3月に砲兵監部部員、1928年（昭和3年）8月に第11師団参謀長を経て、1930年（昭和5年）8月に陸軍少将に進み、砲兵監部附となる。
ついで、1932年（昭和7年）4月に野戦重砲兵第3旅団長、同年12月に陸軍重砲兵学校長を経て、1933年（昭和8年）9月2日に任官中に没し陸軍中将に特進した。